# 初戀汽水 / DEEP MIND
「初戀汽水 / DEEP MIND」（日語：初恋サイダー／DEEP MIND）是日本的女子偶像組合Buono!的第13張單曲。2012年1月18日由zetima發售。

## 概要
- 「初戀汽水 / DEEP MIND」是Buono!第一張2A單曲。
- 「初戀汽水」是電視劇「數學♥女子學園」的片尾曲，亦是節目「HAPPY Music」1月的片尾曲。
- 「DEEP MIND」是電影「對不起」的主題曲
- 此單曲有2個版本，分別有「初回生産限定盤」和「CD ONLY」。「初回生産限定盤」收錄了「初戀汽水」的PV。
- 在1月30日於公信榜單曲週排行榜取得第7位。

## 收錄内容

### CD（初回生産限定盤 、 CD ONLY）
CD
1. 初戀汽水
（作詞：NOBE 作曲：しほり 編曲：宮永治郎）
2. DEEP MIND
（作詞：おのりく  作曲・編曲：AKIRASTAR）
3. 初戀汽水 (Instrumental)
4. DEEP MIND (Instrumental)

### DVD（初回生産限定盤A）
1. 初戀汽水（Close-up Buono! Ver.）